# 梅斯珀尔布伦
梅斯珀尔布伦是德国巴伐利亚州的一个市镇。总面积15.53平方公里，总人口2161人，其中男性1098人，女性1063人（2011年12月31日），人口密度139人/平方公里。